# Liechtensteiner-Cup 1970-1971
La Liechtensteiner-Cup 1970-1971 è stata la 26ª edizione della coppa nazionale del Liechtenstein conclusa con la vittoria finale del Vaduz, al suo diciassettesimo titolo e sesto consecutivo.
Della competizione è noto solo il risultato della finale.

## Finale
| Vaduz | Vaduz | 4 – 2 | FC Schaan |  |